# Aéroport de Sion
L'aéroport de Sion (code IATA : SIR • code OACI : LSGS) / (code OACI : LSMS) est l'unique aéroport concessionné mixte de Suisse où se côtoient les vols civils et les vols militaires. Il accueille par conséquent l'aéroport civil de Sion ainsi qu'une base aérienne militaire (BA 14) des Forces aériennes suisses.
Situé au cœur des Alpes, au centre de l’Europe, l’aéroport dispose d’une piste en dur de 2 000 m par 40 m avec éclairage et d’une piste en gazon de 660 m par 30 m. Son système d’atterrissage aux instruments (IGS et RNP) permet à une large palette d'avions et hélicoptères d’atterrir en condition IFR. Skyguide assure la sécurité aérienne, les Forces aériennes l'entretien des pistes et des voies de roulage militaires et la Commune de Sion les tarmacs civils.
Son terminal civil dispose d’une capacité d'accueil de 2 600 passagers par jour avec cinq guichets d'enregistrement, une zone internationale comprenant des salles d'embarquement, d'arrivée, de fret, de tri-bagages, un service permanent de douane et un poste de police.
Aéroport international, il possède donc un service douanier permanent. Il est desservi par des vols de ligne saisonniers à destination de Londres et des vols charters, notamment à destination de Majorque ou Saint-Tropez par Air Mountain. Les vols d'affaire et de tourisme constituent néanmoins sa principale activité civile.

## Situation

### Carte des aéroports en Suisse
| \| 20 km1:1 107 000 \| EuroAirport Basel-Mulhouse-Freiburg Zurich Genève Berne Birrfeld Bressaucourt Fribourg Granges La Chaux-de-Fonds Lausanne Lugano Samedan Saint-Gall Sion Alpnach Buochs Dübendorf Emmen Payerne Ambri Amlikon Bad Ragaz Bellechasse Bex Biel-Kappelen Buttwil Courtelary Dittingen Fricktal-Schupfart Gruyère Hasenstrick Hausen am Albis Kägiswil La Côte Langenthal Locarno Lodrino Lommis Luzern-Beromünster Mollis Montricher Neuchâtel Môtiers Münster Olten Rarogne Reichenbach Saanen Schaffhausen Schänis Sitterdorf Speck-Fehraltorf St. Stephan Thoune Triengen Wangen-Lachen Winterthur Yverdon-les-Bains Zweisimmen |
| 20 km1:1 107 000 |

L'aéroport se situe dans le sud-ouest de la Suisse dans la vallée du Rhône en Valais à l'ouest de Sion. Il est accessible par l'autoroute A9   26 (Sion-Ouest) et par la ligne de bus 11 depuis la gare de Sion (ligne du Simplon).

## Historique
L'aéroport de Sion est inauguré en juin 1935. La même année, l'Aéro-Club de Suisse, section Valais, est chargé par la Municipalité de Sion de l'exploitation de l'aéroport. Il ouvre également la première école valaisanne d'aviation à Sion.
La situation de l'aéroport de Sion au cœur des Alpes intéresse le Département militaire fédéral. En 1937, un contrat est signé entre les deux parties.
Dès 1946, engagé comme premier chef de place, un homme va marquer le destin des ailes sédunoises de l'aéroport de Sion et du Valais : Hermann Geiger, pilote d'avions glaciers et sauveteur.
En 1965, Bruno Bagnoud fonde Air-Glaciers avec l’aide d’Hermann Geiger. S’ensuivront de nombreuses années de collaboration avec l’aéroport de Sion.
Un nouveau palier est franchi en 1991 avec l'inauguration d'une aérogare moderne et surtout l’installation d’une ILS, système d'approche aux instruments, ouvrant la voie aux vols commerciaux à destination de l'aéroport de Sion.
L’aéroport de Sion bénéficie d'une nouvelle concession en place depuis 2001. Elle est octroyée pour une durée de 30 ans.
En 2012-2013, une nouvelle halle de maintenance d'avions d'affaires est construite du côté sud de la piste (secteur Grély), on y trouve des entreprises comme RUAG Aerospace et TAG Aviation.
En 2013, le conseiller fédéral Ueli Maurer annonce le retrait des Forces aériennes de Sion à la suite d'un plan de réduction de l'Armée suisse.
Entre le 19 septembre et le 28 octobre 2016, la piste est fermée pour cause de travaux. L'armée investit 13 millions de francs pour renouveler les installations de l'aéroport de Sion, dont la piste et la tour de contrôle. La piste et le tarmac reçoivent un nouveau revêtement de 3 700 m2 de dallage et 16 000 m2 de goudron soit 11 400 tonnes de matériaux.
En février 2016, l'approche au GNSS de type RNP est inaugurée.
La base aérienne est passée en mains civiles en 2018. Le 31 décembre 2017 les vols réguliers des Forces aériennes depuis la base de Sion ont pris fin, l'aéroport devenant alors uniquement civil mais restant à disposition de l’armée comme aérodrome de dégagement.

## Développement futur
L'aéroport de Sion est régulièrement sujet à discussion en rapport à son modèle de développement et son avenir financier. En 2018, il est annoncé que la ville de Sion, propriétaire actuel, cèdera une partie de l'aéroport à différents partenaires. À l'horizon 2023, un partenariat public-privé sera établi, notamment avec le canton du Valais et les stations touristiques de la région. Le but de la stratégie de la commune de Sion est d'augmenter les vols d'affaires et commerciaux, pour diminuer le déficit annuel de plus de deux millions actuellement à la charge des pouvoirs publics.

## Compagnies et destinations
| Compagnies                    | Destinations                                                                                                  |
| ----------------------------- | --- |
| Air Mountain                  | En saison : Saint-Tropez - La Môle, Calvi Sainte-Catherine, Figari Sud Corse, Rome Léonard-de-Vinci/Fiumicino |
| Helvetic Airways              | En saison charter : Palma de Majorque                                                                         |
| Swiss International Air Lines | En saison : Londres-City, Londres-Heathrow, Porto-F. Sá-Carneiro                                              |

Édité le 16/10/2022

### Vols commerciaux
En 2016, Etihad Regional opérait une relation hebdomadaire, les dimanches du mois d'avril à octobre, desservant l'aéroport de Lugano.
Lors des hivers 2017 à 2019, Swiss International Air Lines créé une liaison avec l'aéroport de Londres . Ces relations étaient opérationnelles tous les samedis du mois de février. Ces vols étaient opérés par l'intermédiaire de Helvetic Airways sur Embraer 190.
Un vol Sion-Porto a été proposé par Swiss lors des fêtes de fin d'année 2017

## Sociétés et clubs présents sur l'aéroport
- Aéro-club Valais, une association régionale de l'Aéro-Club de Suisse
  - Groupement de vol à moteur : 2 × Robin DR400−160, 2 × Robin DR400-180, Robin DR400-200R, Mooney M20J 201LM et Mudry Cap 10B
  - Vol à voile Club Valais : Planeurs : DG-505 Elan Orion/9V, Duo Discus/4V, ASG-32/3V, Discus 2b/1V, Discus 2b/2V, LS4a/8V, LS4a/7V et Libelle/5V. Avions : Diamond HK36 Super Dimona et 2 × Robin DR400
  - Groupe Hélicoptère Sion : Guimbal Cabri G2 (HB-ZYH) en collaboration avec Heli-Alps
- Air Glaciers : FXB Maison du sauvetage et Maintenance Air-Glaciers
- Alpark : services d’aviation privée
- Alpine Helicopters: compagnie exploitant deux H125 (HB-ZUG et HB-ZVP), un Agusta A109E POWER (HB-ZCP) et un Agusta A109S GRAND (HB-ZWX)
- Alpine Jet Service : maintenance
- Eagle Valais: compagnie d'hélicoptères avec deux Ecureuils AS350 B3 (HB-ZES et HB-ZGV)
- Farner Air Services Swiss SA : maintenance
- Heli-Alpes[11] : exploite quatre hélicoptères: AS 350 B3+ (HB-ZIJ), H125 (HB-ZVO), Bell 505 (HB-ZYN) et Bell 429 (HB-ZAP)
- Heli-TV SA / SAF International SA : AS332 Super Puma (HB-ZKN)
- H55 : start-up développant un avion électrique[12]
- Jetpass Aviation : Cessna CitationJet CJ1, Citation Jet CJ2, Citation Jet CJ3, Piaggio P180 Avanti et Dassault Falcon 50
- Para-Club Valais
- Rega 18 Sion, base de la Garde aérienne suisse de sauvetage : un AW 109SP Da Vinci stationné depuis décembre 2021, en collaboration avec la société Héli-Alpes SA.
- RUAG Aerospace
- Skyguide : gestion du trafic
- TAG Aviation

## Passagers
Le graphique qui aurait dû être présenté ici ne peut pas être affiché car il utilise l'ancienne extension Graph, désactivée pour des questions de sécurité. Des indications pour créer un nouveau graphique avec la nouvelle extension Chart sont disponibles ici.

Voir la requête brute et les sources sur Wikidata.
- 2006 :     30 039
- 2007 :     33 646 + 12 %
- 2008 :     36 277 + 7,8 %
- 2009 :     27 670 - 23,7 %
- 2010 :     28 483 + 2,9 %
- 2011 :     30 206 + 6 %
- 2012 :     26 559 - 12,1 %
- 2013 :     23 548 - 11,3 %
- 2014 :     24 566 + 4,3 %
- 2015 :     32 544 + 32,5 %
- 2016 :     25 803 - 20,7 %
- 2017 :     32 477 + 25,9 %
- 2018 :     32 798 + 1 %
- 2019 :     25 992 - 20,7 %
- 2020 :     21 698 - 16,5 %
- 2021 :     25 970 + 19,7 %
- 2022 :     35 929 + 38,5 %

## Base aérienne
La base aérienne (BA 14) accueillait chaque année des cours d'escadrille, un cours de répétition et des entraînements individuels et isolés de pilotes de milice sur F-5E Tiger II.
Les aéronefs alors stationnés étaient des F/A 18 Hornet, des F-5 Tiger II, des Pilatus d’entraînement (PC-6T, PC-7, PC-9 et PC-21) ainsi que des hélicoptères (AS532 Cougar, AS332 Super Puma et EC635).
Depuis le retrait des Forces aériennes fin 2017, l’aéroport sert d'aérodrome de dégagement pour les avions de combat, par exemple lorsqu’ils ne sont pas en mesure d'atterrir sur les bases aériennes du plateau suisse et du nord des Alpes suisses en raison de conditions météorologiques défavorables,.

## Événements
L'Aéroclub Valais a organisé des meetings aériens sur l'aéroport de Sion en 1982, 1986, 1989, 1997 et 2011.
Du 15 au 17 septembre 2017 est organisé le Breitling Sion Airshow 2017 : patrouilles civiles et militaires (notamment Patrouille suisse, Frecce Tricolori, Patrouille Breitling, PC-7 Team), aviation historique (notamment Super Constellation, Douglas DC-3), démonstrations de voltige, hélicoptères, parachutisme, modélisme civil et militaire, aviation légère non-motorisée et exposition statique.